# Château de Stirling
Situé dans la ville de Stirling en Écosse, le château de Stirling est l'un des plus grands et des plus importants châteaux d'Écosse, et même d'Europe occidentale, tant du point de vue historique qu'architectural. Érigé sur la "colline du château" (the castle hill), un crag volcanique, il est entouré sur trois côtés par des falaises à pic, ce qui le rend facile à défendre. Cette caractéristique, ainsi que sa position stratégique, ont fait de lui une importante place forte dès l'origine, objet de lutte entre Écossais et Anglais. Plusieurs rois et reines d'Ecosse y sont nés, morts ou y ont été sacrés. Classé monument national, le château est aujourd'hui régi par Historic Scotland, l'agence écossaise des monuments historiques.

## Description

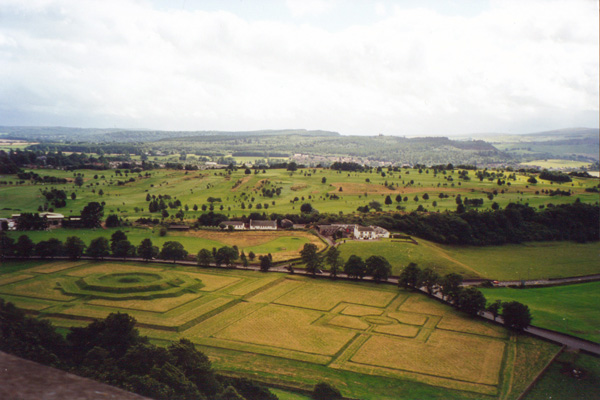
Les jardins du château.

La plupart des bâtiments principaux du château datent des XVe et XVIe siècles, bien que quelques édifices du XIVe siècle aient été conservés. Les défenses extérieures faisant face à la ville datent, elles, du début du XVIIIe siècle. Au tout début du XIVe siècle, le château fut assiégé par Édouard Ier d'Angleterre au cours de sa campagne en Écosse. Les historiens notent que c'est au cours de cet assaut que « Warwolf » (Loup de Guerre), le plus grand trébuchet jamais construit, fut utilisé pour la première fois, et ce, avec des effets dévastateurs. Édouard refusa même la reddition des Écossais, car il voulut essayer sa nouvelle arme durant l'attaque.
La bretèche, qui défend l'entrée du château proprement dit depuis les défenses extérieures, fut érigée par Jacques IV d'Écosse et constituait à l'origine une partie d'un splendide avant-corps, qui s'étendait sur toute la largeur du rocher. À ses deux extrémités se trouvaient des casemates rectangulaires massives, et, en son centre, quatre grandes tours rondes, aux toits coniques, encadraient l'entrée. De ce superbe ensemble, il ne subsiste que la casemate sud, ou Tour du prince, attenante maintenant au palais actuel, une fraction contiguë du mur d'enceinte, l'entrée, les parties basses des tours rondes intérieures, et des vestiges des tours extérieures et de la casemate nord.
Durant la guerre civile, la garnison du château, qui arborait les couleurs du roi, fit feu sur le marquis d'Argyll, lors de sa fuite de la bataille du pont de Stirling.
À gauche de la bretèche, se trouve le palais lui-même, qui forme le côté sud de la cour principale. Sa construction débuta avec Jacques IV, mais il est surtout l'œuvre de Jacques V. Avec sa combinaison d'architecture Renaissance et de gothique flamboyant réalisée en maçonnerie de grande qualité, il est l'un des bâtiments d'Écosse les plus impressionnants du point de vue de l'architecture. Le plafond de la salle d'audience du roi était décoré à l'origine avec les célèbres portraits en médaillon, connus sous le nom de « Têtes de Stirling », qui furent retirés en 1777. Beaucoup d'entre eux ont été conservés au château, quelques-uns au Smith Institute de Stirling, et d'autres au Musée national des Antiquités d'Édimbourg. Il est question de remettre le plafond au plus près de sa forme originelle.
La cour principale est close à l'est par le Grand Hall, construit par Jacques IV. Il a été restauré dans son aspect original en 1999, après avoir été, pendant des décennies, utilisé comme caserne. Mesurant 38 mètres de long sur 11 mètres de large, il possède à son extrémité sud deux magnifiques oriels encadrant le dais. À son côté est, se tient le « Cunzie Hoose », l'ancien Hôtel de la Monnaie. La chapelle royale, d'architecture Renaissance, qui forme le côté nord de la cour principale, a été construite par le roi Jacques VI en 1594 pour le baptême de son fils et héritier, le prince Henri, sur l'emplacement de la chapelle royale médiévale.
L'image du château apparaît au dos des billets de 20 £ de la  Clydesdale Bank.
L'esplanade du château, le terrain de manœuvre, a été utilisée comme salle de spectacle à ciel ouvert pour plusieurs représentations musicales connues. Parmi les représentations récentes, on compte R.E.M., Ocean Colour Scene, Bob Dylan, Wet Wet Wet, Runrig. L'esplanade accueille aussi les célébrations de Hogmanay de la ville.

## Principaux événements de l'histoire du château
(août 2021).
 (août 2021).
Si vous disposez d'ouvrages ou d'articles de référence ou si vous connaissez des sites web de qualité traitant du thème abordé ici, merci de compléter l'article en donnant les références utiles à sa vérifiabilité et en les liant à la section « Notes et références ».
- En 1299, un Anglais, John Sampson, y est assiégé par les Écossais.
- En 1304, Édouard Ier d'Angleterre utilise treize trébuchets qui envoient 600 pierres lors du siège du château[3], parmi lesquels un trébuchet « géant » (War-wolf (en)) qui nécessita l'emploi de 50 charpentiers et 5 contremaîtres pour sa construction et qu'il fera transporter par voie d'eau et de terre[4].
- En 1313, Édouard Bruce assiège le château, alors occupé par les Anglais.
- En 1337, le siège, dirigé par sir Andrew Murray, échoue.
- Marie Ire d'Écosse y est couronnée le 9 septembre 1543.
- Le château connaît trois sièges entre 1571 et 1585.
- Cromwell s'empare du château en 1651.
- Charles Édouard Stuart assiège le château en 1746 à la fin de la rébellion jacobite.

## Galerie

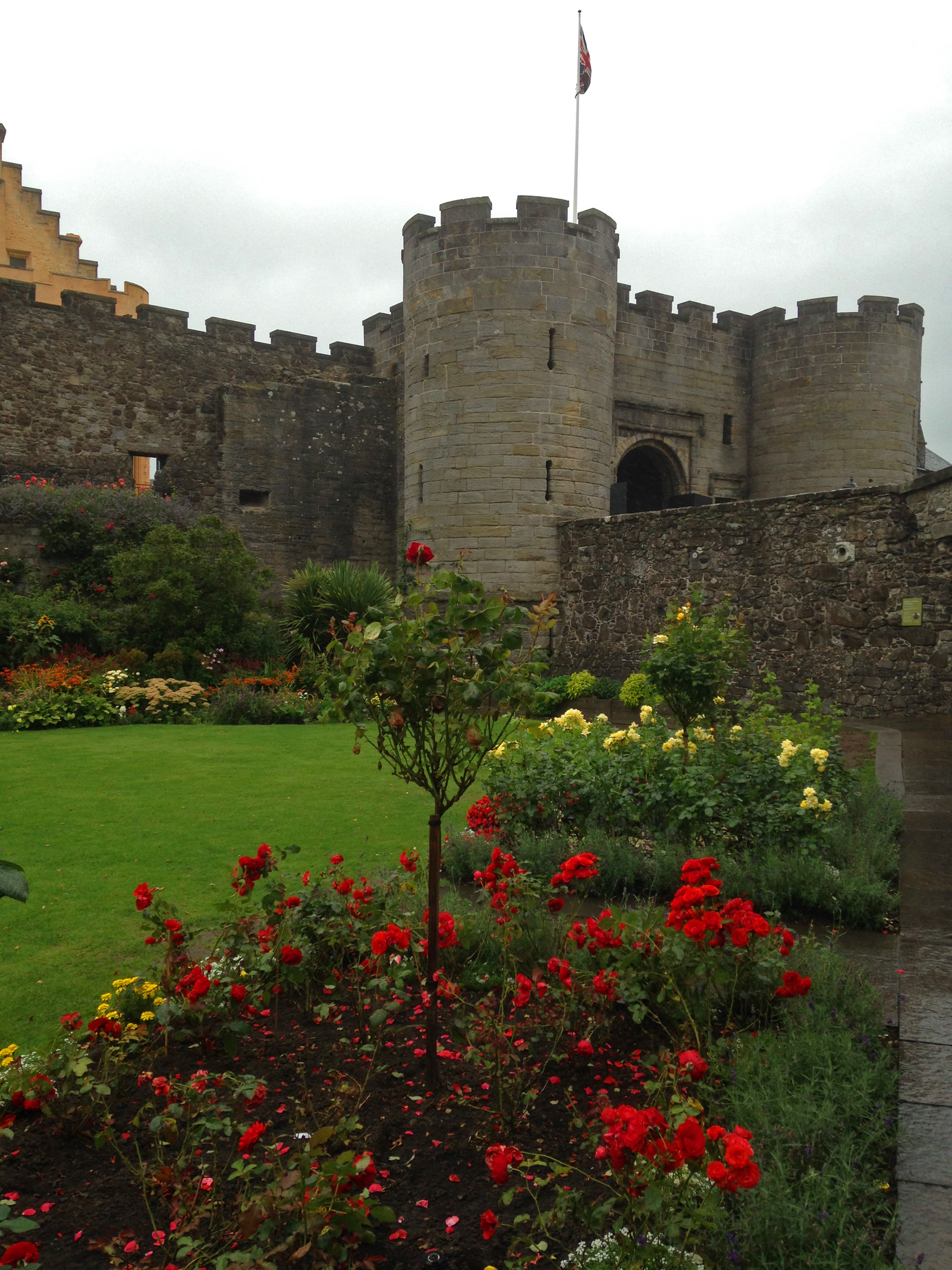
Châtelet d'entrée.
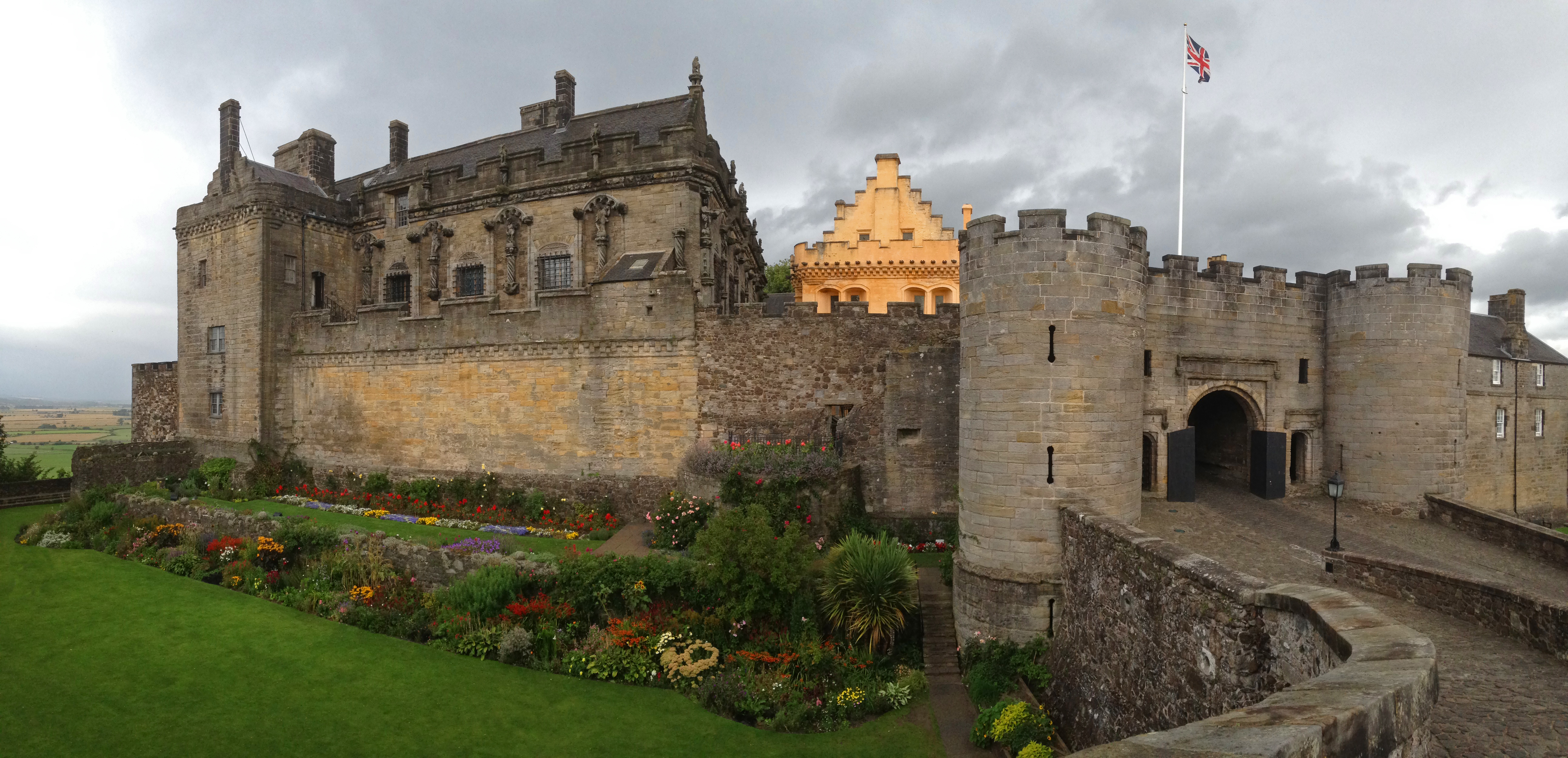
Vue panoramique du château.
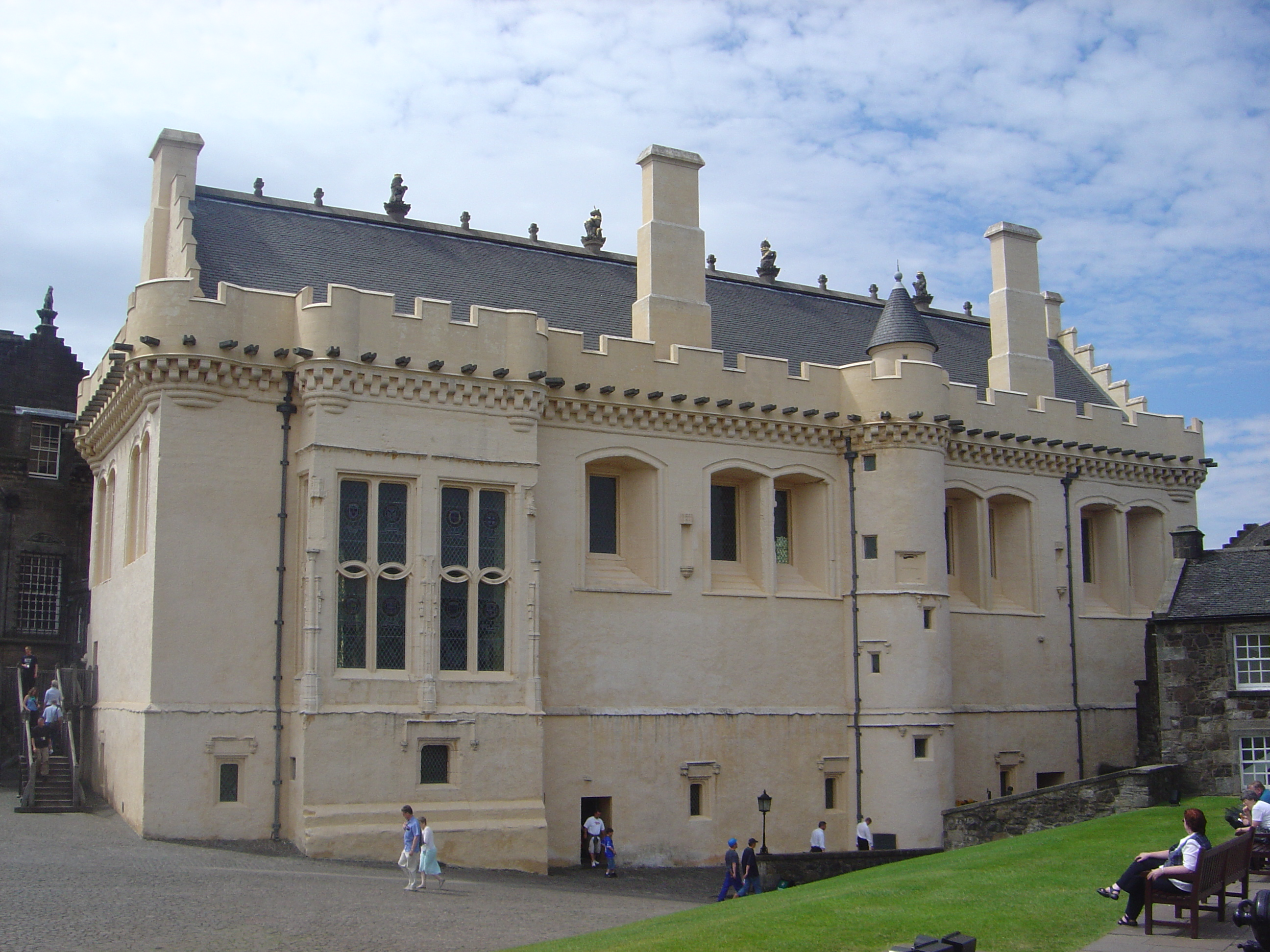
Le Grand Hall.
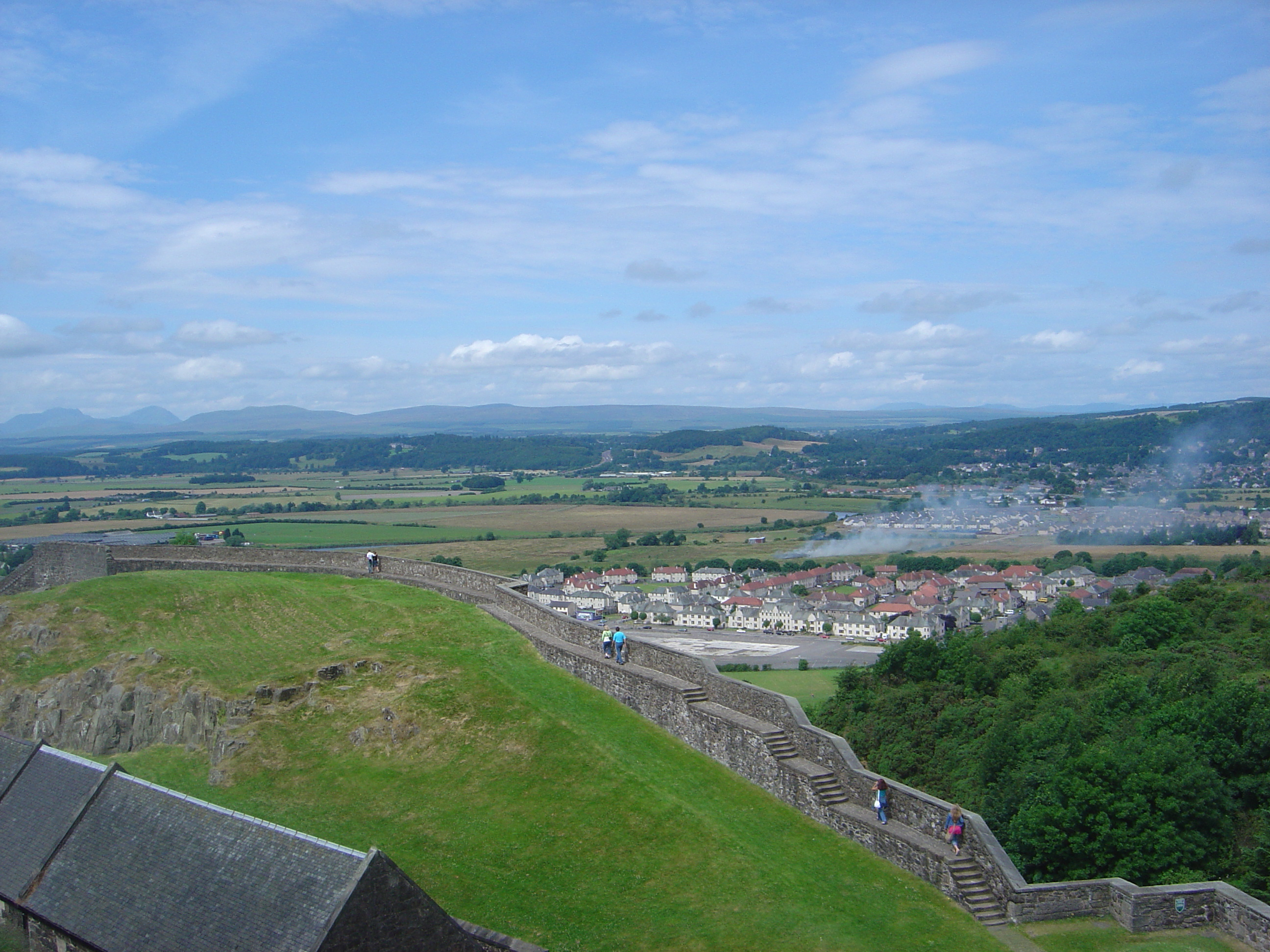
Les fortifications extérieures du château, en direction du nord.
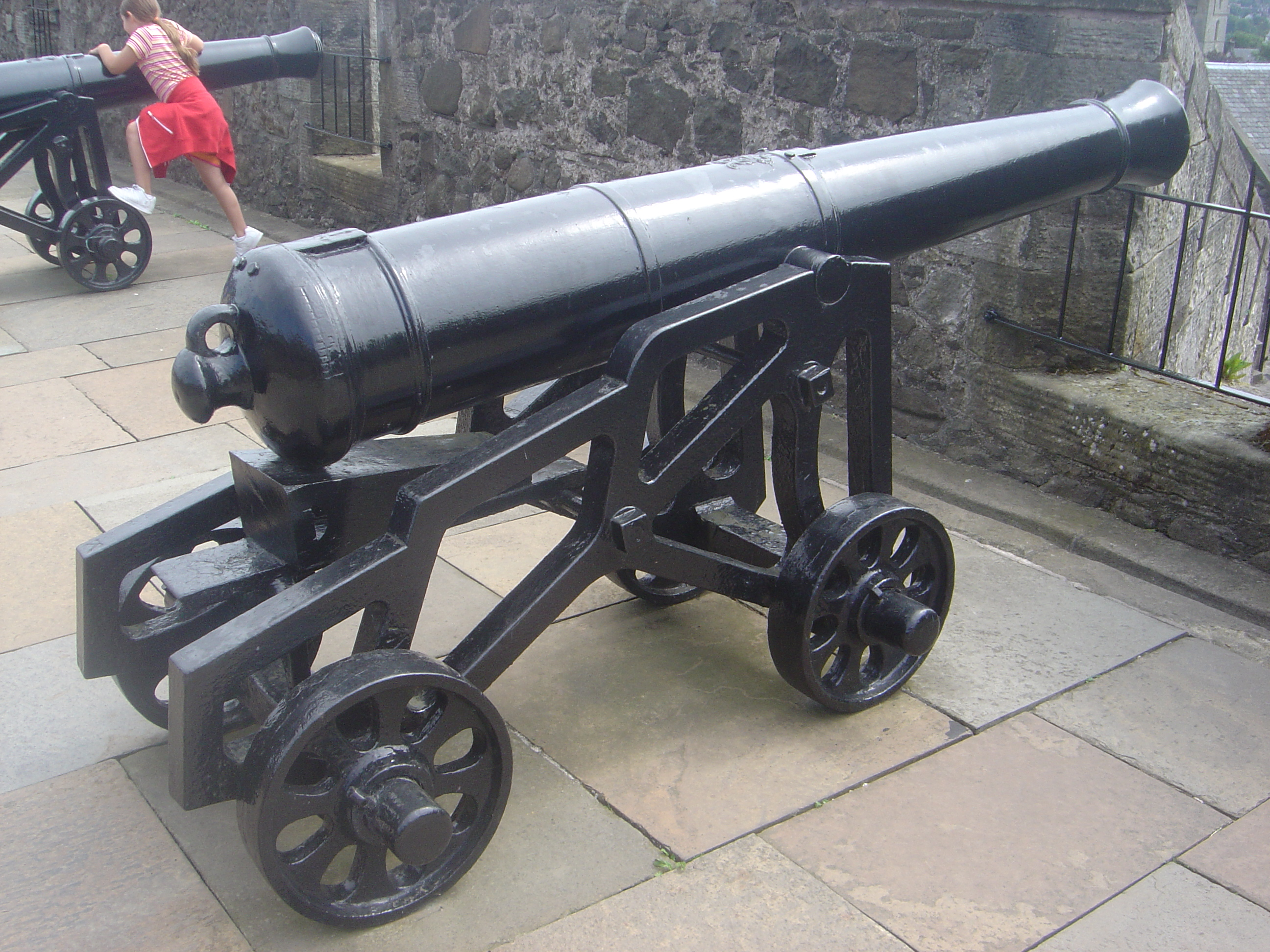
Un canon.
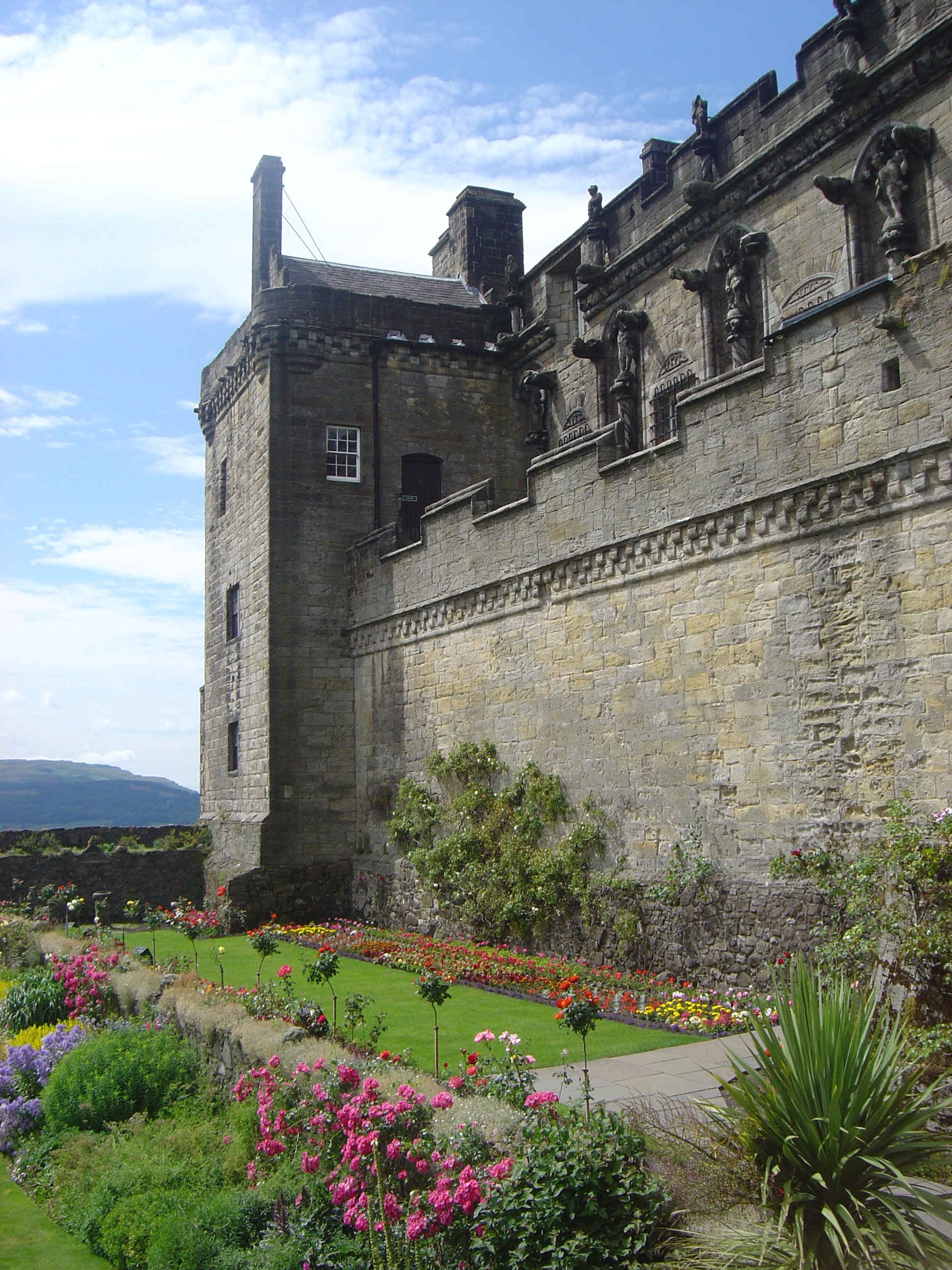
Les jardins du château.
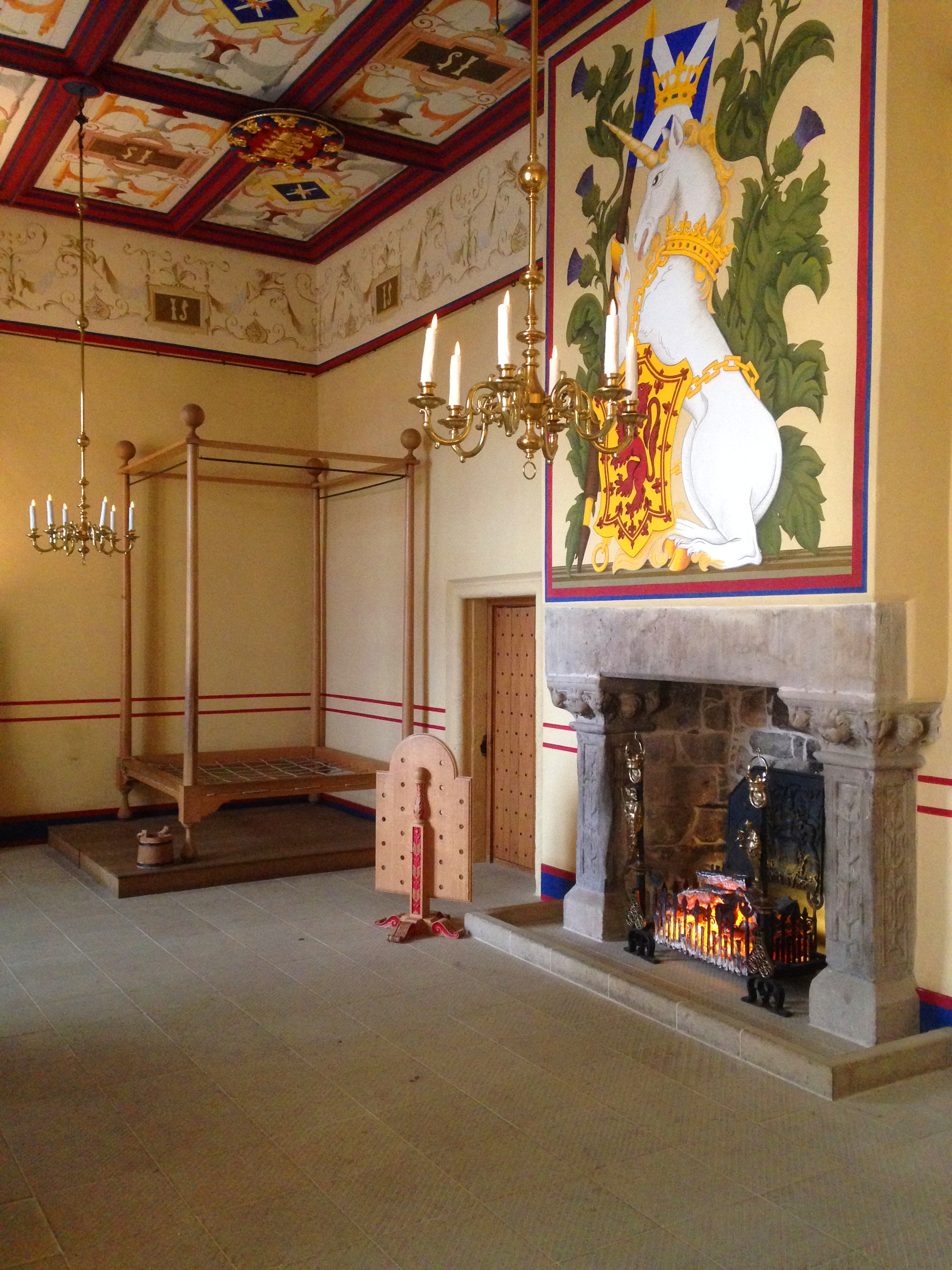
L'intérieur restitué du château.

## Légende
Comme la plupart des châteaux écossais, Stirling a ses fantômes. Le plus connu est celui d'une « dame verte » qui aurait été une servante de la reine Marie Stuart, à qui elle aurait sauvé la vie en découvrant à temps un incendie dans les tentures de sa chambre pendant qu'elle dormait. Depuis lors, cette « dame verte » apparaîtrait régulièrement pour annoncer des incendies ou des catastrophes ou encore la mort.

## Source
- (en) Cet article est partiellement ou en totalité issu de l’article de Wikipédia en anglais intitulé « Stirling Castle » (voir la liste des auteurs).